# 마이크로소프트 실버라이트
마이크로소프트 실버라이트(Microsoft Silverlight)는 애니메이션, 벡터 그래픽스, 오디오-비디오 재생을 비롯한 리치 인터넷 애플리케이션에 대한 지원을 제공하는 웹 브라우저 플러그인이다. 실버라이트는 어도비 플래시, 어도비 플렉스, 어도비 쇼크웨이브, 자바FX, 애플 퀵타임과 같은 제품과 경쟁하였다. 2021년 10월 12일 지원이 종료되었다.
실버라이트는 윈도우 프레젠테이션 파운데이션/에브리웨어 (Windows Presentation Foundation/Everywhere, 줄여서 WPF/E)라는 코드 이름으로 개발되었다. 실버라이트는 마이크로소프트 윈도우, OS X 운영 체제에 쓰이는 여러 개의 웹 브라우저 제품과 호환한다. 윈도우 모바일 6와 심비안 OS (시리즈 60) 전화를 비롯한 휴대용 장치도 지원할 예정이다. 문라이트라는 이름의 서드파티 자유 소프트웨어 기능은 GNU/리눅스 호환 기능으로 개발 중이다. 그러나 문라이트는 현재 실버라이트 버전4 프리뷰 지원을 끝으로 개발이 중단된 상태이다.

## 개요
실버라이트는 WPF와 비슷한 retained 모드의 그래픽 시스템을 제공하며 멀티미디어, 그래픽스, 애니메이션, 상호 작용을 하나의 런타임으로 통합한다. XAML과 동작하도록 설계되어 있으며 자바스크립트로 작성할 수 있다. XAML은 벡터 그래픽스, 애니메이션을 짜기 위한 마크업 언어로 사용할 수 있다. 실버라이트로 만든 텍스트 콘텐츠는 더 검색이 쉽고 컴파일이 되지 않은 플래시 쪽보다 색인을 만들기 쉽다. 또, 이러한 과정은 문자열(XAML)로 표현한다. 실버라이트는 윈도우 비스타용 윈도우 사이드바 가젯을 만드는 데 사용할 수 있다.
실버라이트는 윈도우 미디어 플레이어나 윈도우 미디어 플레이어 액티브엑스 컨트롤, 또 윈도우 미디어 브라우저 플러그인을 사용하지 않아도 실버라이트를 지원하는 브라우저를 사용한다면 WMV, WMA, MP3 미디어 콘텐츠 재생을 지원한다. 윈도 미디어 비디오 9이 SMPTE VC-1 표준이기 때문에 실버라이트는 VC-1 비디오도 지원하지만 ASF 파일 포맷에서만 사용할 수 있다. 게다가 소프트웨어 라이선스 동의에서 VC-1은 "개인과 비상업 용도의 소비자에게만 라이선스한다"는 내용이 포함되어 있다. 실버라이트는 Ajax 기술의 문서 객체 모델 인터페이스를 통해 이용할 수 있는 XML 콘텐츠를 유동적으로 불러들이게 만들 수 있다. 실버라이트는 응용 프로그램이 요구할 수 있는 스크립트, 미디어 등의 데이터와 같은 다운로드 콘텐츠에 사용할 수 있는 Downloader 객체를 추가해 놓았다.
버전 2.0에서 프로그래밍 로직은 루비, 파이썬과 같은 공통 다이내믹 프로그래밍 언어를 비롯한 어떠한 닷넷 언어로도 작성할 수 있다.
버전 3.0에서 GPU 하드웨어 가속과 H.264, AAC, MPEG-4의 코덱이 추가되었다.

## 버전

### 실버라이트 1
실버라이트 1은 윈도 프레젠테이션 파운데이션/에브리웨어(WPF/E)라는 코드이름으로 개발되어 2007년에 출시되었으며 사용자 인터페이스 (UI), 상호 작용, 사용자 입력, 기본 UI 컨트롤, 그래픽 및 애니메이션, 미디어 재생, 디지털 권리 관리(DRM), DOM 통합을 담당하는 프레젠테이션 프레임워크로 이루어져 있다. 다음과 같은 구성 요소로 이루어진다.
- 입력 - 키보드, 마우스, 스타일러스 등의 입력 관리
- UI 코어 - JPEG와 같은 압축 래스터 이미지, 벡터 그래픽스, 문자, 애니메이션 등의 렌더링
- 미디어 - MP3, WMA 표준, WMV7, WMV8, WMV9/VC-1 스트림 재생
- XAML - XAML마크업 언어를 이용해 UI 레이아웃을 만들 수 있게 함

### 실버라이트 2
실버라이트 2 (이전에 버전 1.1로 불렸음)는 닷넷 프레임워크 3.0 기준으로 완전한 공통 언어 런타임 (CLR)을 갖춘 닷넷 프레임워크 버전을 포함하고 있다. 그러므로 어느 닷넷 언어로 작성된 프로그램이라도 실행시킬 수 있다.
실버라이트 2의 미디어 기능은 다음과 같다:
- WMA 10 Pro 낮은 비트 모드를 포함하여 WMA 프로페셔널 지원. 그러나 다중 채널 오디오 콘텐츠는 스테레오 출력으로 하향 변환될 수 있음.
- 마이크로소프트 플레이레디 DRM 클라이언트를 통한 콘텐츠 보호
- 윈도 미디어 서비스의 서버 측면 재생 목록
- 미디어 스트림 소스 API

### 실버라이트 3
실버라이트 3는 2008년 9월 22일에 인터내셔널 브로드캐스팅 컨벤션(IBC) 2008 쇼에서 발표되었다. 2009년 3월 18일 라스베이거스의 MIX09에서 모습을 드러냈다. 베타 버전은 같은 날 다운로드할 수 있게 되었다. 최종 버전은 2009년 4월 9일에 출시되었다.
- 더 많은 수의 컨트롤 제공
- 고급 오디오 부호화 (AAC) 오디오 디코딩
- 하드웨어 가속 H.264 비디오 디코딩 지원
- 1080p 영상의 부드러운 스트리밍
- 2차원 요소의 3차원 변환 기능 제공
- 사용자 지정 애니메이션
- 그래픽 처리 장치의 가속을 통해 비주얼 트리(Visual Trees) 합성 가속
- 비주얼 트리 캐시 가능
- 요소 대 요소 바인딩 지원, 데이터 바인딩의 유효화 매커니즘 제공
- LocalConnection API를 포함하여 여러 개의 실행 중인 응용 프로그램들을 같은 컴퓨터 상에서 통신할 수 있음
- 이진 XML 선택 사용
- Out-of-Browser 경험 지원
- 실버라이트 3의 비동기 업데이트 자동 검사

### 실버라이트 4
2009년 11월 18일 로스앤젤레스의 Professional Developers Conference에서 마이크로소프트사가 베타 버전의 실버라이트 4를 선보였다.
- 구글의 크롬 브라우저 지원
- 웹캠 및 마이크 지원
- 인쇄 지원
- 오른쪽 버튼 및 휠에 대한 마우스 지원 개선
- 최종 사용자에게 메시지를 전달하는 새로운 통보 지원
- RichTextBox, 강화된 DataGrid 컨트롤과 같은 새로운 컨트롤
- 컨트롤의 테마 추가 지원
- 호스트 브라우저의 실버라이트 내부 HTML 렌더링 지원
- WCF 데이터 계층 기능 개선
- 양방향 문자에 대한 지역화 강화
- Managed Extensibility Framework(MEF) 지원
- 데이터 바인딩 지원 강화
- 애니메이션 효과 강화
- 클립보드와 드래그 앤드 드롭 지원
- 딥 줌(Deep Zoom) 성능 강화
- WCF 리치 인터넷 애플리케이션(RIA) 서비스
- H.264 콘텐츠 보호, 오프라인 DRM 보호 미디어 재생 지원
- 전체 화면에서 실행하는 동안 완전한 키보드 지원
- 사용자의 로컬 문서 폴더에 대한 프로그램 접근
- 로컬 컴포넌트 오브젝트 모델 (COM) 객체 지원

### 실버라이트 5
2010년 12월 2일에 실버라이트 파이어스타터 행사에서 실버라이트 5 베타가 2011년 하반기에 공개될 것이라고 발표하였다. 최종 버전은 2011년 말로 계획되어 있다.
- GPU 가속 비디오 디코딩 지원
- 내장 3차원 그래픽 지원 (스테레오스코픽 3D와는 다른 것임)
- 자동 오디오 피치 조절을 통한 미디어 콘텐츠의 가변 재생 속도
- 전력 감지 개선
- 내장 원격 제어 지원
- 더 빠른 응용 프로그램 시작 지원
- 64비트 브라우저 지원 제공
- 비주얼 스튜디오 2010의 응용 프로그램에 대한 자동화된 UI 테스트 지원
- 개선된 문자 선명도 지원
- 개발자는 데이터 바인딩 식을 디버깅하고 브레이크포인트나 바인딩을 설정할 수 있음

## 호환성
기본적으로 실버라이트는 윈도우 XP 이상의 마이크로소프트 윈도우, OS X에서 모질라 브라우저와 새로운 버전의 인터넷 익스플로러에서 지원된다.
| 운영체제/브라우저           | 인터넷 익스플로러 6 SP1 이후 | 인터넷 익스플로러 7 이후 | 모질라 파이어폭스 3 이후 | 시몽키   | 사파리          | 오페라 | 구글 크롬   | skyfire     |
| --------------------------- | ---------------------------- | ------------------------ | ------------------------ | -------- | --------------- | ------ | ----------- | ----------- |
| 윈도우 비스타/윈도 7        | 빈칸                         | 1, 2, 3, 4               | 1, 2, 3, 4               | 1, 2     | 1, 2; via NPAPI | 비공식 | 2, 3, 4     |             |
| 윈도 서버 2008 R2           | 빈칸                         | 1, 2, 3, 4 (IE8 전용)    | 빈칸                     | 1, 2     | 1, 2; via NPAPI | 비공식 | 2, 3, 4     |             |
| 윈도 서버 2008              | 빈칸                         | 1, 2, 3, 4               | 1, 2, 3, 4               | 1, 2     | 1, 2; via NPAPI | 비공식 | 2, 3, 4     |             |
| 윈도우 XP/2003/홈 서버      | 1, 2, 3, 4                   | 1, 2, 3, 4               | 1, 2, 3, 4               | 2 비공식 | 1, 2; via NPAPI | 비공식 | 2, 3, 4     |             |
| 윈도우 2000 (KB891861 필요) | 2, 3, 4                      | 빈칸                     | 2 비공식                 | 빈칸     | 2; via NPAPI    | 계획됨 | 빈칸        |             |
| 윈도 폰 7                   | 빈칸                         | 계획됨                   | 빈칸                     | 빈칸     | 빈칸            | 빈칸   | 빈칸        |             |
| S60                         | 빈칸                         | 빈칸                     | 빈칸                     | 빈칸     | 빈칸            | 빈칸   | 빈칸        | 1.5.0.15495 |
| FreeBSD                     | 빈칸                         | 빈칸                     | 빈칸                     | 빈칸     | 빈칸            | 빈칸   | 빈칸        |             |
| Linux                       | 빈칸                         | 빈칸                     | 빈칸                     | 빈칸     | 빈칸            | 빈칸   | 빈칸        |             |
| Mac OS 10.4/10.5 PowerPC    | 빈칸                         | 빈칸                     | 1                        | 빈칸     | 1               | 계획됨 | 빈칸        |             |
| Mac OS 10.4/10.5 Intel      | 빈칸                         | 빈칸                     | 1, 2, 3, 4               | 빈칸     | 1, 2, 3, 4      | 계획됨 | 3, 4 비공식 |             |

## 출시
| 버전 이름                            | 버전 번호   | 출시일     |
| ------------------------------------ | ----------- | ---------- |
| 1 CTP                                | 1.0.?       | 2006–12    |
| 1 RTW                                | 1.0.20816   | 2007-09-05 |
| 2 미리보기 버전 (As 1.1 알파 리서치) | 1.1.20926.0 | 2007-09-05 |
| 1 서비스 공개                        | 1.0.21115.0 | 2007-11-20 |
| 1 서비스 공개                        | 1.0.30109.0 | 2008-01-15 |
| 2 베타 1                             | 2.0.30226.2 | 2008-03-05 |
| 1 서비스 공개                        | 1.0.30401.0 | 2008-04-08 |
| 2 베타 2                             | 2.0.30523.6 | 2008-06-06 |
| 2 베타 2                             | 2.0.30523.8 | 2008-07-16 |
| 1 서비스 공개                        | 1.0.30715.0 | 2008-07-27 |
| 2 출시 후보 (RC0)                    | 2.0.30523.9 | 2008-09-25 |
| 2 RTW                                | 2.0.31005.0 | 2008-10-14 |
| 2 일반 배포판 (GDR) 1                | 2.0.40115.0 | 2009-02-19 |
| 3 베타                               | 3.0.40307.0 | 2009-03-18 |
| 3 RTW                                | 3.0.40624.0 | 2009-07-09 |
| 3 GDR 1                              | 3.0.40723.0 | 2009-07-28 |
| 3 GDR 2                              | 3.0.40818.0 | 2009-09-01 |
| 4 베타 1                             | 4.0.41108.0 | 2009-11-18 |
| 3 GDR 3                              | 3.0.50106.0 | 2010-01-20 |
| 4 RC                                 | 4.0.50303.0 | 2010-03-15 |
| 4 RTW                                | 4.0.50401.0 | 2010-04-15 |
| 4 GDR 0                              | 4.0.50524.0 | 2010-06-03 |
| 3 보안 업데이트                      | 3.0.50611.0 | 2010-08-10 |
| 4 GDR 1                              | 4.0.50826.0 | 2010-09-01 |
| 4 GDR 2                              | 4.0.50917.0 | 2010-09-28 |
| 4 GDR 2.5                            | 4.0.51204.0 | 2010-12-15 |
| 4 GDR 3                              | 4.0.60129.0 | 2011-02-14 |
| 4 GDR 4                              | 4.0.60310.0 | 2011-04-19 |
| 5 베타                               | 5.0.60401.0 | 2011-04-11 |

## 리눅스에서의 구동
실버라이트는 기본적으로 크로스 플랫폼을 지원하나 MS에서 자체적으로 리눅스용 버전을 따로 만들지는 않았다. 이전에 문라이트라는 프로젝트가 MS와의 협력으로 Novell이 개발했었으나 mono로 흡수된 이후 실버라이트 4 프리뷰 지원을 끝으로 개발이 중지된 상태이다.(현재 사용은 가능한 상태로 아래 외부 링크에서 설치할 수 있다.) 또는 Pipelight라는 플러그인을 wine에서 구동하고 브라우저 설정을 변경하는 방법으로도 실버라이트 사용이 가능하다.

## 같이 보기
- 어도비 플래시
- 어도비 통합 런타임
- 마이크로소프트 XNA